# Jason Grilli
Jason Michael Grilli (11 de noviembre de 1976) es un lanzador italoestadounidense de béisbol profesional que juega para los Texas Rangers de las Grandes Ligas. Tomado como la cuarta selección global del draft de 1997 por los San Francisco Giants, Grilli fue considerado como uno de los mejores lanzadores prospectos en todas las ligas menores, clasificado en el lugar 54 en 1998 y 44 en 1999. Los Gigantes lo cambiaron a los Florida Marlins en 1999, equipo con el cual debutó en Grandes Ligas el 11 de mayo de 2000.
Sin embargo, no fue hasta 2011 que la carrera de Grilli despegó como un lanzador de relevo con los Pittsburgh Pirates. Ese año, registró un promedio de carreras limpias (ERA) de 2.48 y 10.2 ponches por cada nueve entradas (K/9) en 32 entradas lanzadas (IP), y mejoró aún más en 2012, cuando su tasa de ponches subió a 13,8. En 2013, Grilli fue invitado a su primer Juego de Estrellas y se convirtió en el cerrador de los Piratas a la edad de 36 años. Entre 2011-14, registró una efectividad de 3.09 con 11,9 K/9, 3.3 BB/9 y una tasa de rodados de 34,2 por ciento en 195 1⁄3 entradas lanzadas. Anteriormente jugó con los Chicago White Sox, Detroit Tigers, Colorado Rockies, Los Angeles Angels of Anaheim, Atlanta Braves y Toronto Blue Jays.

## Carrera profesional
Grilli fue seleccionado en la primera ronda, cuarto en general, del draft de 1997 por los San Francisco Giants.

### Ligas Menores
Grilli obtuvo altas valoraciones de los cazatalentos antes del draft, quienes destacaron su buena entrega, tamaño y líneas de sangre. El cazatalentos Russ Bove de los Milwaukee Brewers escribió que Grilli le recordaba a Jim Palmer. Como una alta selección del draft, fue considerado de inmediato como un prospecto de primera. Baseball America lo ubicó como el prospecto #54 en 1998 y el #44 en 1999.
Comenzó su carrera profesional en 1998 con los Shreveport Captains de la Liga de Texas de Clase AA y los Fresno Grizzlies de la Liga de la Costa del Pacífico de Clase AAA. En 21 partidos con los Capitanes, registró marca de 7-10 con efectividad de 3.79 y 100 ponches en 123⅓ entradas lanzadas. Con los Grizzlies registró marca de 2-3 con una efectividad de 5.14 en ocho partidos, todos como lanzador abridor.
Fue nombrado al Juego de Estrellas de la Liga de Texas en 1998.

### Florida Marlins
En 1999, Grilli fue un componente clave de un traspaso de mitad de temporada que trajo a Liván Hernández a los Gigantes de San Francisco y envió a Grilli y al lanzador Nate Bump a los Florida Marlins. Debutó en Grandes Ligas el 11 de mayo de 2000 con este equipo.
Grilli se perdió toda la temporada 2002 de ligas menores después de una cirugía Tommy John en su codo de lanzar. Regresó en 2003, lanzando la mayor parte de la temporada con los Albuquerque Isotopes de Clase AAA.

### Chicago White Sox
Grilli fue seleccionado por los Chicago White Sox en el draf de regla 5 del 2003. Grilli había sido previamente muy observado por el cazatalentos de los Medias Blancas Doug Laumann. Pasó el 2004 en la organización de los Medias Blancas después de ser seleccionado. En enero de 2005, después de que los Medias Blancas firmaron a Tadahito Iguchi, Grilli fue designado para asignación y finalmente puesto en libertad.

### Detroit Tigers
En 2005 firmó un contrato de ligas menores con los Detroit Tigers. Los cazatalentos de los Tigres y el gerente general Dave Dombrowski estaban familiarizados con las habilidades de Grilli, habiendo negociado previamente por él durante el traspaso de los Marlins en 1999. Después de ayudar al equipo filial Toledo Mud Hens de Clase AAA a ganar el campeonato de la Liga Internacional, se unió a los Tigres para una breve audición de final de temporada.
Grilli lanzó para el equipo de Italia en el Clásico Mundial de Béisbol 2006. También tuvo un buen entrenamiento de primavera y se ganó un lugar en la plantilla de los Tigres como relevista largo, lo que llevó a su primera temporada prolongada en las Grandes Ligas. Durante la temporada de 2006, registró marca de 2-3 con una efectividad de 4.21. Ayudó a los Tigres a llegar a la Serie Mundial de 2006, donde perdieron ante los Cardenales de San Luis.
En 2007, Grilli registró marcas de su carrera en casi todas las categorías, incluyendo juegos (57), entradas (79⅔), ponches (62), ganados(5), y holds (11). Sin embargo, escuchó abucheos en el Comerica Park durante la temporada, sobre todo debido a su promedio de efectividad de 7.96 en casa. Fue mucho más efectivo fuera de casa, registrando una efectividad de 1.91 en partidos como visitante. El entrenador de los Tigres Jim Leyland defendió a Grilli: ".. Me gusta Grilli porque tiene un brazo elástico ... Hay mucho que decir acerca de eso".
Fue durante su tiempo con los Tigres que Grilli decidió abandonar su curva de gran ruptura en favor de un slider. La medida coincidió con una transición de comenzar los juegos en las ligas menores al pitcheo de relevo en las Grandes Ligas. Su compañero Jeremy Bonderman, conocido por lanzar un slider muy eficaz, ayudó lo ayudó a retocar su agarre y forma de lanzar. "Yo sabía que podía tirar un slider porque es sólo un pequeño ajuste en la forma en que se suelta la pelota", dijo Grilli. "

### Colorado Rockies
El 30 de abril de 2008, Grilli fue cambiado a los Colorado Rockies por el relevista de ligas menores Zachary Simons. Este movimiento fue hecho para despejar un puesto en la plantilla para el relevista Francisco Cruceta.
En enero de 2009 anunció que volvería a lanzar para el equipo de Italia en el Clásico Mundial de Béisbol 2009.
El 5 de junio de 2009 fue designado para asignación por los Rockies.

### Texas Rangers
El 9 de junio de 2009, Grilli fue adquirido por los Texas Rangers por consideraciones comerciales. En octubre de 2009, fue declarado agente libre.

### Cleveland Indians
El 2 de diciembre de 2009, Grilli firmó un contrato de ligas menores con los Cleveland Indians con una invitación a los entrenamientos de primavera. Sufrió una severa lesión en la rodilla en el entrenamiento primaveral durante la ejecución de los sprints y más tarde pasó por el quirófano para repara un músculo cuádriceps desgarrado. La lesión y la rehabilitación le obligó a perderse toda la temporada de 2010. Grilli se declaró agente libre el 6 de noviembre de 2010.

### Philadelphia Phillies
El 30 de enero de 2011, Grilli firmó un contrato de ligas menores con los Philadelphia Phillies. Lanzó para los Lehigh Valley IronPigs de Clase AAA, registrando una efectividad de 1.93 en 32 1⁄3 entradas, antes de ser puesto en libertad el 20 de julio.

### Pittsburgh Pirates
Grilli firmó un contrato de ligas menores con los Pittsburgh Pirates el 21 de julio de 2011, y pasó el resto de la temporada en la plantilla de Grandes Ligas de los Piratas bajo el mando del entrenador Clint Hurdle, quien también fue su entrenador en los Rockies.
Jugó en 64 partidos para los Piratas en la temporada de 2012, registrando un récord de 1-6 y 2.91 de efectividad. Su 32 holds fueron la segunda mejor marca en la Liga Nacional, y sus 13.8 ponches por cada nueve entradas fue el cuarto mejor entre los relevistas de la Liga Nacional con 40 o más entradas lanzadas. La recta de Grilli promedió 93,6 mph esa temporada, su velocidad más alta desde 2007.
El 12 de diciembre de 2012, los Piratas anunciaron que habían vuelto a firmar Grilli a un contrato de dos años, el primer acuerdo de varios años de su carrera. Varios cronistas deportivos señalaron que Grilli rechazó ofertas más lucrativas de otros equipos para permanecer con los Piratas. Sólo dos semanas más tarde, los Piratas realizaron un importante traspaso que envió al cerrador Joel Hanrahan, junto con el jugador de cuadro Brock Holt a los Boston Red Sox por el infielder Iván De Jesús, los relevistas Mark Melancon y Stolmy Pimentel y el jardinero Jerry Sands. El movimiento dejó vacante el rol de cerrador para la próxima temporada, con Grilli como presunto favorito.
Grilli lanzó de nuevo para el equipo de Italia en el Clásico Mundial de Béisbol 2013.
Grilli inició la temporada 2013 en su nuevo papel como cerrador de los Piratas. Antes de 2013, había acumulado cinco salvamentos en su carrera de 10 temporadas.
Al finalizar abril en la temporada 2013, Grilli fue nombrado Relevista del Mes. Culminó abril de 2013 con 12 apariciones, una magnífica efectividad de 0.82 y 10 salvamentos en 10 oportunidades a través de 11 entradas de labor. Se convirtió en el segundo lanzador de los Piratas de Pittsburgh en salvar 10 juegos en el mes de abril desde Mike Williams en 2002. Jason Grilli empató a Jim Johnson de los Baltimore Orioles, Sergio Romo de los San Francisco Giants y Mariano Rivera de los New York Yankees con la mayor cantidad de salvamentos en las Grandes Ligas en ese mes.
Grilli fue nombrado al equipo de la Liga Nacional en el Juego de Estrellas de 2013, y lanzó la novena entrada de dicho juego, en la cual concedió un triple a Prince Fielder pero retiró a los siguientes tres bateadores para una entrada sin permitir anotaciones. El 22 de julio se convirtió en el primer jugador de los Piratas desde 1992 en aparecer en la portada de Sports Illustrated; en el juego de esa noche se lesionó su antebrazo y fue colocado en la lista de lesionados de 15 días. Su reemplazo como cerrador fue Mark Melancon. Grilli fue activado de la lista de lesionados el 3 de septiembre, retomando su papel como cerrador. Ayudó a los Piratas a clasificarse a la postemporada 2013, primera aparición de postemporada del equipo desde 1992. Lanzó una novena entrada sin permitir anotaciones en la victoria de los Piratas sobre los Cincinnati Reds en el Juego de Comodines de la Liga Nacional de 2013. Participó en tres juegos de la Serie Divisional que su equipo perdió frente a los St. Louis Cardinals. Grilli no ha permitido carreras en 6⁄1 entradas de labor en postemporada.
En sus 54 apariciones en 2013, registró marca de 0-2 con una efectividad de 2.70 y 33 juegos salvados de 35 oportunidades, ponchando a 74 bateadores en 50 entradas de labor.

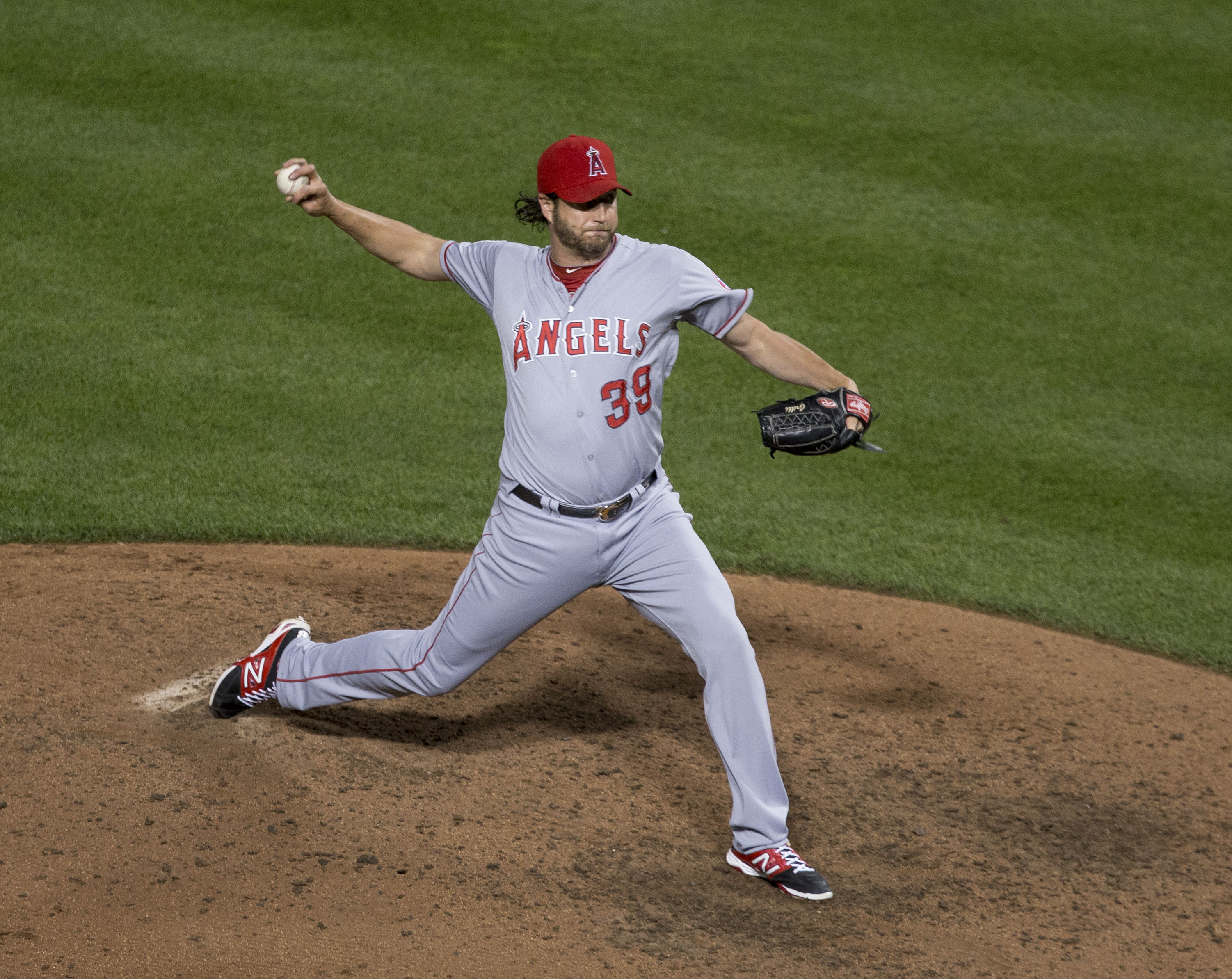
Grilli lanzando con los Angels.

### Los Angeles Angels de Anaheim
El 27 de junio de 2014, Grilli fue cambiado a Los Angeles Angels de Anaheim a cambio de lanzador de relevo Ernesto Frieri.

### Atlanta Braves
El 23 de diciembre de 2014, Grilli firmó un contrato de dos años con los Atlanta Braves. Fue originalmente firmado para ser el "setup" de Craig Kimbrel, pero asumió el rol de cerrador luego de que Kimbrel fuera cambiado a los San Diego Padres el 5 de abril de 2015, un día antes del Día Inaugural de temporada. Tuvo un buen desempeño en la primera mitad de temporada, al salvar 24 juegos en 26 oportunidades, pero una lesión en el talón de Aquiles izquierdo, sufrida el 11 de julio ante los Colorado Rockies, lo dejaría fuera de acción por el resto de temporada.

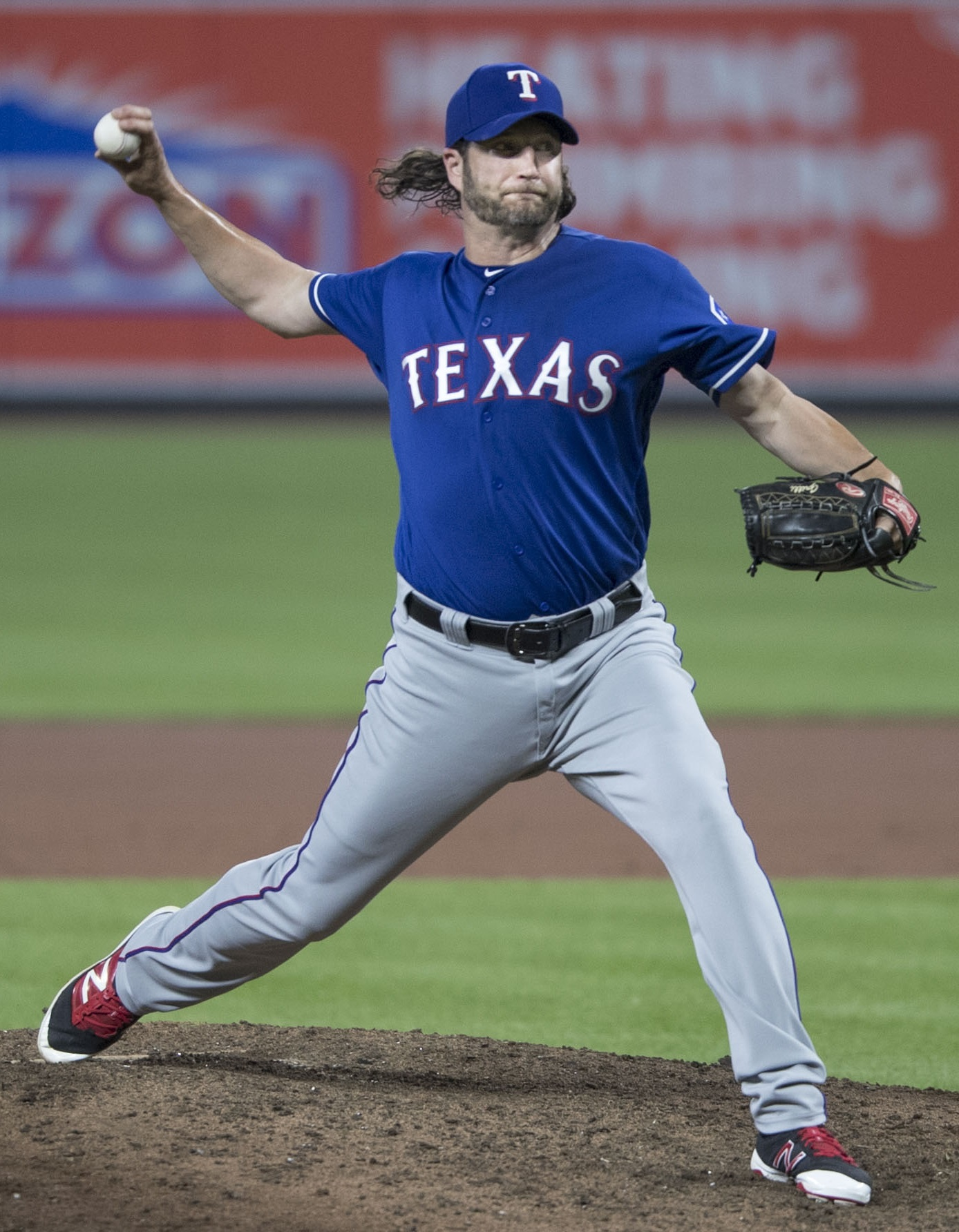
Grilli con los Rangers en 2017.

### Toronto Blue Jays
El 31 de mayo de 2016, Grilli fue transferido a los Azulejos de Toronto a cambio de Sean Ratcliffe. En 42 entradas con los Azulejos registró marca de 6-4 con 3.64 de efectividad y 58 ponches.
El 5 de noviembre de 2016, los Azulejos decidieron ejercer la opción de $3 millones de Grilli para el 2017. El 27 de junio de 2017, luego de resgistrar efectividad de 6.97 en 20 2⁄3 entradas en la temporada, fue colocado en asignación.

### Regreso a Texas Rangers
El 2 de julio de 2017, Grilli fue tansferido a los Rangers de Texas a cambio del jardinero de ligas menores Eduard Pinto.